# 571e Volksgrenadierdivisie
De 571e Volksgrenadierdivisie (Duits: 571. Volksgrenadier-Division) was een Duitse infanteriedivisie tijdens de Tweede Wereldoorlog. De divisie werd opgericht en alweer opgeheven voor de oprichting compleet en afgesloten was.

## Geschiedenis
De 571e Volksgrenadierdivisie werd opgericht op 25 augustus 1944 op Oefenterrein Oksbüll bij Esbjerg als onderdeel van de 32. Welle. Echter, alvorens de oprichting afgesloten was, werd de divisie al op 15 september 1944 omgedoopt in de 18e Volksgrenadierdivisie. 

## Commandanten
| Rang | Naam | Begin            | Eind             |
| ---- | ---- | ---------------- | ---------------- |
|      | ??   | 25 augustus 1944 | 2 september 1944 |

## Samenstelling
- Grenadier-Regiment 1171
- Grenadier-Regiment 1172
- Grenadier-Regiment 1173
- Artillerie-Regiment 1571
- Divisie-eenheden 1571